# دونالد كارل شوت
دونالد كارل شوت (بالإنجليزية: Donald Karl Schott)‏ هو محامي أمريكي، ولد في 13 سبتمبر 1955 في لينووود في الولايات المتحدة.